# Дойер, Тео
Ян Якоб Теодор Дойер (нидерл. Jan Jacob Theodoor Doyer, 29 декабря 1955, Амстердам, Нидерланды — 10 ноября 2010, Сантпорт-Зюйд, Нидерланды) — нидерландский хоккеист (хоккей на траве), полевой игрок. Участник летних Олимпийских игр 1976 и 1984 годов, серебряный призёр чемпионата мира 1978 года, двукратный чемпион Европы 1983 и 1987 годов.

## Биография
Тео Дойер родился 29 декабря 1955 года в Амстердаме.
Играл в хоккей на траве за «Блумендал», в составе которого четыре раза выигрывал чемпионат Нидерландов (1986—1989) и Кубок европейских чемпионов 1987 года. Также выступал за итальянскую «Марилену» из Рима, где в 1982 году стал чемпионом страны.
В 1976 году вошёл в состав сборной Нидерландов по хоккею на траве на летних Олимпийских играх в Монреале, занявшей 4-е место. Играл в поле, провёл 4 матча, мячей не забивал.
В 1978 году в составе сборной Нидерландов завоевал серебряную медаль чемпионата мира в Буэнос-Айресе.
В 1981 году стал победителем Трофея чемпионов.
В 1984 году вошёл в состав сборной Нидерландов по хоккею на траве на летних Олимпийских играх в Лос-Анджелесе, занявшей 6-е место. Играл в поле, провёл 5 матчей, забил 1 мяч в ворота сборной Кении.
Дважды выигрывал золотые медали чемпионата Европы — в 1983 году в Амстелвене и в 1987 году в Москве.
В 1975-1988 годах провёл за сборную Нидерландов 182 матча, забил 44 мяча.
После окончания игровой карьеры был членом совета директоров «Блумендала», работал в Амстердамском спортивном департаменте.
В апреле 2008 года у Дойера диагностировали боковой амиотрофический склероз.
Умер 10 ноября 2010 года в нидерландской деревне Сантпорт-Зюйд.

## Семья
Был женат, двое детей.